# 아프가니스탄 분쟁 (1978년~현재)

아프가니스탄 분쟁은 1978년 이후 아프가니스탄에서 발생한 다양한 전투, 분쟁, 내전, 전쟁의 총칭이다. 1978년부터 사우르 혁명 이후로 아프가니스탄에서는 무력 충돌이 계속해서 일어나고 있다.
분쟁이 시작된 이래 1,405,111명에서 2,084,468명이 목숨을 잃은 것으로 추정된다.